# Xique-Xique
Xique-Xique là một đô thị thuộc bang Bahia, Brasil. Đô thị này có diện tích 5671,439 km², dân số năm 2007 là 45638 người, mật độ 8,4 người/km².